# Масуд Раджави
Масуд Раджави (на персийски: مسعود رجوی‎‎) е ирански политически активист, заедно със съпругата си Мариам Раджави ръководи Организацията на муджахидините на иранския народ (ОМИН).
След като напуска Иран през 1981 г., живее във Франция и Ирак. Изчезва безследно след американската инвазия на Ирак на 13 март 2003 г., като властите не могат да потвърдят дали е жив или не.

## Биография
Раджави става част от ОМИН, когато е на 20-годишна възраст и студент по право в университета в Техеран. Той завършва политическо право. Раджави и ОМИН активно се противопоставят на шаха на Иран и участват в иранската революция от 1979 г.
По време на династията Пахлави, Раджави е арестуван от службите и осъден на смърт. Благодарение на усилията на брат си, Казем Раджави и различни швейцарски адвокати и професори, присъдата му е намалена на доживотен затвор. Освободен е от затвора по време на иранската революция през 1979 г. След освобождаването си, Раджави поема ръководството на Организацията на муджахидините на иранския народ.
На първите президентски избори в Иран, състоящи се през 1980 г., Раджави номинира себе си за кандидат от ОМИН. Той е подкрепен от народните бунтовници, Националният демократичен фронт, демократическата партия на Кюрдистан, Комала и лигата на иранските социалисти. Раджави е отстранен от изборите по нареждане на аятолах Рухолах Хомейни с мотива, че „тези, които не подкрепят конституцията на Ислямска република Иран не може да им се има доверие, че ще се придържат към нея“.
През 1981 г., когато аятолах Хомейни уволнява президента Аболхасан Банисадр, започва нова вълна от арести и екзекуции в страната, Раджави и Банисадр бягат в Париж от авиобаза Техеран. През 1986 г. Раджави се премества в Ирак, за да създаде база на иранската граница. Той е приветстван в Багдад от иракския президент Саддам Хюсеин.

## Изчезване
След американската инвазия в Ирак, Масуд Раджави изчезва безследно. В негово отсъствие, Мариам Раджави поема отговорностите си като лидер на ОМИН. През 2011 г. е публикувана статия, която нарича Раджави „криещ се“, въпреки че това не е потвърдено.
На 6 юли 2016 г. на събрание на членове на ОМИН в Париж, бившият шеф на разузнавателна агенция на Саудитска Арабия, Турки ибн Фейсал Ал Сауд, изрича два пъти „покойният Масуд Раджави“ по време на речта си.

## Участия в изобри
| Година | Избори                       | Гласове | %     | Място | Бележки    |
| ------ | ---------------------------- | ------- | ----- | ----- | ---------- |
| 1979   | Избори за съвет на експерти  | 297 707 | 11.78 | 12-о  | Губи       |
| 1980   | Президентски избори          | —       | —     | —     | Оттегля се |
| 1980   | Парламентарни избори         | 531 943 | 24.9  | 38-о  | Балотаж    |
| 1980   | Парламентарни избори балотаж | 375 762 |       |       | Губи       |